# بتا مرغ بهشتی
بتا مرغ بهشتی یک ستاره است که در صورت فلکی مرغ بهشتی قرار دارد.